# 田村氏铁线莲
田村氏鐵線蓮（學名：Clematis tamurae）为毛茛科铁线莲属下的一个种。

## 扩展阅读
- 維基物種上的相關：田村氏铁线莲